# 後元
後元（こうげん）は、中国、漢代の元号（紀元前88年 - 紀元前87年）。
武帝の第11元。

## 出来事
- 2年：武帝崩御。昭帝が即位する。

## 西暦との対照表
| 後元 | 元年   | 2年    |
| 西暦 | 前88年 | 前87年 |
| 干支 | 癸巳   | 甲午   |